# Abbey Sings Billie: Volume 2
Abbey Sings Billie: Volume 2 — концертный альбом американской певицы Эбби Линкольн, выпущенный в 1992 году на немецком лейбле Enja Records. Это вторая часть трибьют-концерта певице Билли Холидей, записанного в Нью-Йорке в ноябре 1987 года, предыдущая часть вышла в 1989 году.

## Отзывы критиков
| Оценки критиков                            | Оценки критиков |
| Источник                                   | Оценка          |
| ------------------------------------------ | --------------- |
| AllMusic                                   | [ 1 ]           |
| The Encyclopedia of Popular Music          | [ 2 ]           |
| MusicHound Jazz: The Essential Album Guide | [ 3 ]           |
| The Penguin Guide to Jazz                  | [ 4 ]           |
| The Rolling Stone Jazz & Blues Album Guide | [ 5 ]           |

В своём обзоре для AllMusic написал следующее: «Эбби Линкольн — идеальный человек, чтобы отдать дань уважения Билли Холидей. Она знала Леди Дэй в последние годы её жизни, и, как и Холидей, Линкольн всегда жила словами, которые она поёт, и предпочитала исполнять только те тексты, которые имеют для неё большое значение. Её выразительные способности были довольно сильны на протяжении всей её карьеры, и на этом диске, как и на его первом томе, есть множество драматических моментов».

## Список композиций
1. «Gimme a Pigfoot» (Уэсли Уилсон) — 6:59
2. «No More» (Тутти Камарата, Боб Расселл) — 6:59
3. «God Bless the Child» (Билли Холидей, Артур Херцог мл.) — 5:23
4. «Don’t Explain» (Билли Холидей, Артур Херцог мл.) — 6:23
5. «For Heaven’s Sake» (Элиза Бреттон,Шерман Эдвардс, Дональд Мейер) — 5:29
6. «Please Don’t Talk About Me (When I’m Gone)» (Сидни Клэр, Сэм Х. Степт) — 3:21
7. «For All We Know» (Дж . Фред Кутс, Сэм М. Льюис) — 5:37

## Участники записи
- Бас — Тарик Шах
- Вокал — Эбби Линкольн
- Тенор-саксофон — Гарольд Вик
- Ударные — Марк Джонсон
- Фортепиано — Джеймс Вайдман

Сведения взяты из аннотации к альбому.